# Ath

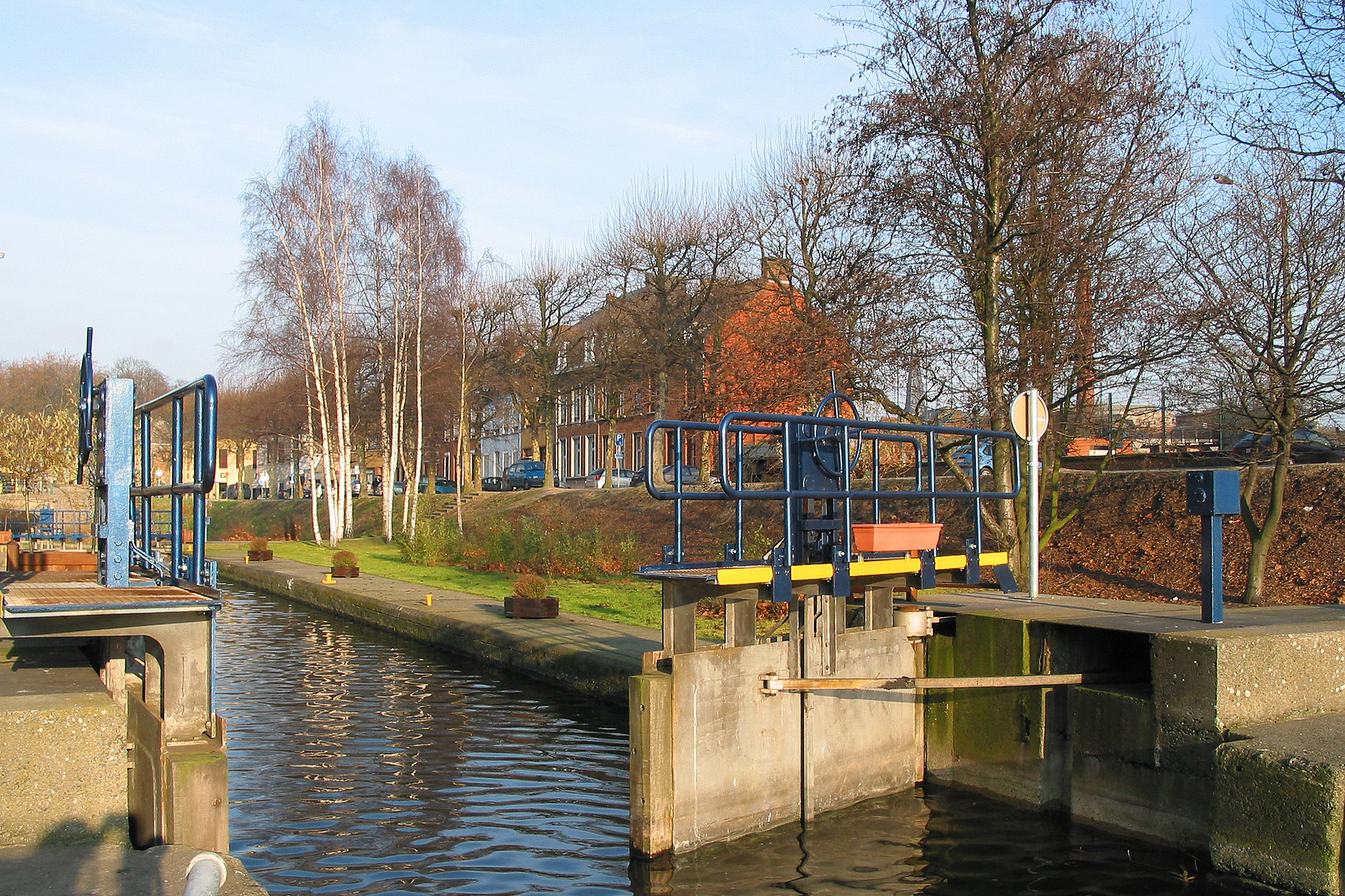
Canal Blaton - Ath
(2007)

Ath (em neerlandês: Aat) é uma cidade e um município da Bélgica localizado no distrito de Ath, província de Hainaut, região da Valônia.